# Baldassarre Cenci (1710-1763)
Baldassare Cenci (Roma, 1º novembre 1710 – Nettuno, 2 marzo 1763) è stato un cardinale italiano.

## Biografia
Quinto di sette figli di Tiberio e Eleonora (Maddalena) Costaguti, Baldassare appartiene ad nobile ed antica famiglia romana, che diede alla Chiesa altri cinque cardinali: Vincenzo Costaguti, Giovanni Battista Costaguti, Baldassare Cenci, Tiberio Cenci e Serafino Cenci.
Ha studiato alla Pontificia Accademia dei Nobili Ecclesiastici, dove ottenne il dottorato in utroque iure.
Nominato canonico della basilica Vaticana (1730), referendario del tribunale della Segnatura (1735), fu nominato nel 1737 governatore di Benevento, incarico che mantenne fino a giugno 1739. Ritornato a Roma, fu nominato relatore della Congregazione della Consulta (fino al 1742), uditore del tribunale della Segnatura, uditore della Camera Apostolica (da settembre 1753) e segretario della Congregazione della Consulta.
Fu creato cardinale-presbitero da papa Clemente XIII nel concistoro del 23 novembre 1761. Il 25 gennaio 1762 ottenne il titolo di Santa Maria in Ara Coeli. Il papa lo nominò delegato e commissario con poteri assoluti per il drenaggio delle paludi pontine.
Morì il 2 marzo 1763 a Nettuno. I suoi resti riposano nella basilica di Santa Maria in Ara Coeli.